# Елизавета Шарлотта Лотарингская
Елизавета Шарлотта Лотарингская (фр. Élisabeth-Charlotte de Lorraine; 21 октября 1700, Нанси, Лотарингия — 4 мая 1711, Люневиль, Лотарингия) — принцесса Лотарингского дома. Старшая сестра герцога Лотарингии и императора Священной Римской империи Франца I Стефана. Тётка двух австрийских императоров Иосифа II, Леопольда II, королевы обеих Сицилий Марии Каролины и французской королевы Марии-Антуанетты.

## Биография
Елизавета Шарлотта Лотарингская родилась 21 октября 1700 года в в герцогском дворце Лотарингии в Нанси, в семье герцога Лотарингии Леопольда I (1679—1729) и его жены Елизаветы-Шарлотты Бурбон-Орлеанской (1676—1744). Её мать происходила из дома Дома Бурбонов. Принцесса Елизавета Шарлотта была вторым ребёнком и первой дочерью в семье, на момент её рождения у неё уже был старший брат Леопольд, герцог Барский (1699—1700), который должен был быть наследным принцем в Лотарингии, но умер от оспы. Позже у принцессы Елизаветы Шарлотты на свет появились ещё братья и сёстры; Людовик Лотарингский (1704—1711), который стал наследным принцем после смерти принца Леопольда, герцога Барского, Леопольд Клеменс Карл Лотарингский (1707—1723), который стал наследным принцем, но умер от оспы в возрасте 16 лет, не достигнув совершеннолетия, Франсуа Этьен, впоследствии Франц I Стефан (1708—1765), который впоследствии стал герцогом Лотарингии, императором Священной Римской империи и основателем Габсбург-Лотарингского дома, Елизавета Терезия (1711—1741), которая была замужем за королём Сардинии и Пьемонта Карлом Эммануилом III и Карл Александр (1712—1780), который был участником в войне за польское наследство и Семилетней войне.
Её отец, Леопольд, герцог Лотарингский хотел, чтобы она стала аббатисой престижного аббатства в Ремирмоне, бенедиктинского аббатства недалеко от Ремирмона и Вогезы. Аббатство было тесно связано с Домом Лотарингии, многие из его настоятельниц были членами семьи Лотарингии. Её отец требовал от тогдашней настоятельницы Доротеи Марии Сальмской (1651—1702), чтобы она оказала давление на профессоров Сорбонны, исторического Парижского университета в Париже. Людовик XIV, дядя ее матери, вместо этого назначил Елизавету Шарлотту правительницей территории. Несмотря на это, профессора не ответили перед её смертью в возрасте 10 лет.
Принцесса Елизавета Шарлотта Лотарингская умерла от оспы в Люневильском дворце («загородная резиденция» герцогов Лотарингии), передав болезнь своему другому брату Людовику, потомственному принцу Лотарингии и их младшей сестре Марии Габриэле Шарлотте (1702—1711). Трое детей умерли с разницей в семь дней. Похоронена в герцогском склепе церкви Сен-Франсуа-де-Корделье, Нанси, Франция.
Её младший брат Франц I Стефан стал императором Священной Римской империи. Её младшая сестра, Анна Шарлотта (1714—1773), с которой она никогда не встречалась, позже стала аббатисой Ремирмона.
На момент смерти её мать была беременна будущей королевой Сардинии.